# Bloodline (serie televisiva)
Bloodline è una serie televisiva statunitense creata da Todd A. Kessler, Glenn Kessler e Daniel Zelman per Netflix e prodotta da Sony Pictures Television.
La prima stagione, composta da 13 episodi, è stata pubblicata sulla piattaforma di streaming on demand Netflix il 20 marzo 2015. La seconda stagione, composta da 10 episodi, è stata pubblicata il 27 maggio 2016 Il 13 luglio 2016 la serie viene rinnovata per una terza e ultima stagione, in onda a partire dal 26 maggio 2017.
In Italia, la serie è stata pubblicata sempre da Netflix dal 22 ottobre 2015 al 26 maggio 2017.

## Trama
I Rayburn sono una famiglia dalla reputazione impeccabile di fronte alla loro comunità, nell'arcipelago delle Florida Keys. Quando Danny, considerato la "pecora nera" della famiglia, torna in città per il 45º anniversario della locanda gestita dai genitori, minaccia di rivelare oscuri segreti.
Danny è in fuga da qualche malavitoso di Miami al quale doveva del denaro preso in prestito per avviare la sua attività: un ristorante di buon livello. Per evitare di fare la fine del ristorante (bruciato come avvertimento), ritorna alla casa dalla quale era fuggito parecchio tempo prima, a seguito dei pesanti maltrattamenti fisici e psicologici subiti da parte del padre: Robert Rayburn riteneva il suo primogenito responsabile della morte della figlia prediletta, Sarah, annegata da bambina durante un'imprevista gita in motoscafo con la quale Danny aveva cercato di sottrarla a una situazione di estrema tensione domestica, con la madre pronta a fuggire. Assistiamo alla ricostruzione di questo essenziale trauma del passato attraverso una lunga e ripetuta serie di flashback distribuiti lungo tutte le puntate: ogni flashback aggiunge un particolare in più rispetto al precedente, e alla penultima puntata il quadro è completo. 
Danny, che nasconde un figlio segreto, come si scopre al finale della serie, ha due obiettivi in mente, col suo ritorno nella famiglia che l'ha trattato come un paria: inserirsi nel business dei Rayburn per recuperare il denaro necessario a saldare il suo debito col racket, e allo stesso tempo vendicarsi dei genitori e dei fratelli, colpevoli anni prima di aver testimoniato il falso davanti alla polizia per difendere il padre che aveva picchiato Danny a sangue sconvolto dalla morte della figlia. Per ottenere il risultato più in fretta possibile s'inserisce negli affari di un trafficante di droga locale conosciuto attraverso il suo migliore amico, uno sbandato che vive di espedienti ospite della sorella, Chelsea, la quale ha sempre avuto un debole per Danny, ricambiata. Il piano, oltre ad accumulare bottino attraverso i proventi della droga, importata tramite il commercio del pesce per il ristorante dell'albergo dei Rayburn, è quello di far ritrovare parte della sostanza sulla proprietà della famiglia, causando così il sequestro dei beni di tutti e la rovina pubblica e materiale a seguito delle indagini della DEA.
All'inizio Danny, una figura scostante e ombrosa, dipendente da fumo, alcol e antidolorifici, mantiene un comportamento dimesso, all'apparenza umile e indifeso, per rientrare nelle grazie dei genitori e dei fratelli, tutti molto nervosi e preoccupati per il suo ritorno, a causa della pesante eredità psicologica che portano ancora dentro. Col passare del tempo il suo agire si fa sempre più ambiguo, ed egli minaccia separatamente tutti i membri della famiglia: il padre colpevole dell'aggressione che ancora lo invalida, la madre che ha sempre fatto finta di niente, i fratelli che l'hanno cacciato e cercano di tenerlo alla larga dall'azienda di famiglia perché si vergognano di lui e di loro stessi per le vicende del passato. Verso il finale della stagione, quando il gioco incrociato di ricatti e diffidenza è giunto all'estremo, acuito ormai dall'assenza del padre, morto all'improvviso d'infarto, Danny svela il demone vendicativo che lo anima e si fa prepotentemente aggressivo, minacciando i figli e la moglie di John, il fratello detective, facendo aggredire e derubare il fratello Kevin e ricattando la sorella avvocato Meg per via del di lei tradimento nei confronti del fidanzato, il detective Diaz, partner di John.
Di fronte alla portata di tali minacce i fratelli, scoperto nel frattempo il traffico di droga messo in piedi da Danny sotto il loro naso, si riuniscono per decretare una soluzione d'emergenza, chiedendo alla madre di allontanare il delinquente e tagliarlo fuori dal testamento del padre. Questo perché Sally Rayburn, vinta dal senso di colpa, aveva riaccolto il figlio lontano a casa affidandogli la gestione della cucina e altre responsabilità proiettate nel futuro, credendo alla di lui promessa di volersi fermare per sempre, e prendere il posto del padre. La madre ancora crede alla buona fede di Danny ma gli altri fratelli hanno capito chiaramente che la minaccia va neutralizzata.
In un incontro con Danny per cercare di convincerlo a partire, John perde il controllo e lo uccide. Subito dopo crolla, e viene portato in ospedale da Meg, mentre Kevin nasconde il corpo di Danny. Mentre recupera le forze in ospedale John elabora un piano, e lo attua insieme a Kevin e Meg: la droga viene spostata a casa di Danny, a Miami, prima che la DEA faccia irruzione sul terreno dei Rayburn. Kevin, prima della cerimonia dedicata alla famiglia Rayburn da cui tutto è partito, usa il telefono di Danny per far credere alla madre che il figlio è ancora vivo. Ma non è così: John ha dato fuoco al cadavere su di un motoscafo in una caletta naturale, come quelle che i criminali complici di Danny hanno usato per trafficare droga e esseri umani. Grazie alla collaborazione di Meg che tiene tranquilla la madre John riesce a ingannare i colleghi di Polizia e DEA, spacciando la morte di Danny come il risultato di una vendetta da parte del boss locale per la sparizione del carico di cocaina.
Dopo diverse settimane le acque si sono calmate: Meg ha lasciato il fidanzato storico, il detective Marco Diaz, e si è trasferita a New York, avendo accettato l'offerta di lavoro di un pool di avvocati conosciuto. Mamma Rayburn si è messa il cuore in pace confessando i suoi peccati all'ex detective Potts, incaricato dell'indagine sulle percosse a Danny tanti anni prima, il quale finse di credere alle bugie dei Rayburn per non dover arrestare il suo amico Robert, precedentemente compagno nella marina militare. John Rayburn ha raccontato una versione molto edulcorata di tutta la storia ad un comitato elettorale: sta per considerare la candidatura a sceriffo della Contea.
Mentre John e i suoi sono a cena all'aperto nei pressi della loro casa uno sconosciuto con la faccia allucinata si avvicina dal buio. È il figlio di Danny.

## Episodi
| Stagione         | Episodi | Pubblicazione originale | Pubblicazione Italia |
| ---------------- | ------- | ----------------------- | -------------------- |
| Prima stagione   | 13      | 2015                    | 2015                 |
| Seconda stagione | 10      | 2016                    | 2016                 |
| Terza stagione   | 10      | 2017                    | 2017                 |

## Personaggi e interpreti

### Personaggi principali
- John Rayburn (stagioni 1-3), interpretato da Kyle Chandler, doppiato da Francesco Prando.
- Danny Rayburn (stagione 1, ricorrente stagioni 2-3), interpretato da Ben Mendelsohn, doppiato da Loris Loddi.
- Meg Rayburn (stagioni 1-3), interpretata da Linda Cardellini, doppiata da Barbara De Bortoli.
- Kevin Rayburn (stagioni 1-3), interpretato da Norbert Leo Butz, doppiato da Alessio Cigliano.
- Diana Rayburn (stagioni 1-3), interpretata da Jacinda Barrett, doppiata da Emanuela D'Amico.
- Eric O'Bannon (stagioni 1-3), interpretato da Jamie McShane, doppiato da Riccardo Scarafoni.
- Marco Diaz (stagioni 1-3), interpretato da Enrique Murciano, doppiato da Gabriele Sabatini.
- Sally Rayburn (stagioni 1-3), interpretata da Sissy Spacek, doppiato da Chiara Salerno.
- Robert Rayburn (stagione 1, guest star stagione 2), interpretato da Sam Shepard, doppiato da Ennio Coltorti.
- Belle Rayburn (stagioni 1-3), interpretata da Katie Finneran, doppiato da Alessandra Korompay.
- Ozzy Delvecchio (stagioni 2-3), interpretato da John Leguizamo, doppiato da Christian Iansante.
- Evangeline Radosevich (stagione 2), interpretata da Andrea Riseborough, doppiata da Benedetta Degli Innocenti.
- Chelsea O'Bannon (stagione 3, stagioni 1-2 ricorrente), interpretata da Chloë Sevigny, doppiata da Connie Bismuto.

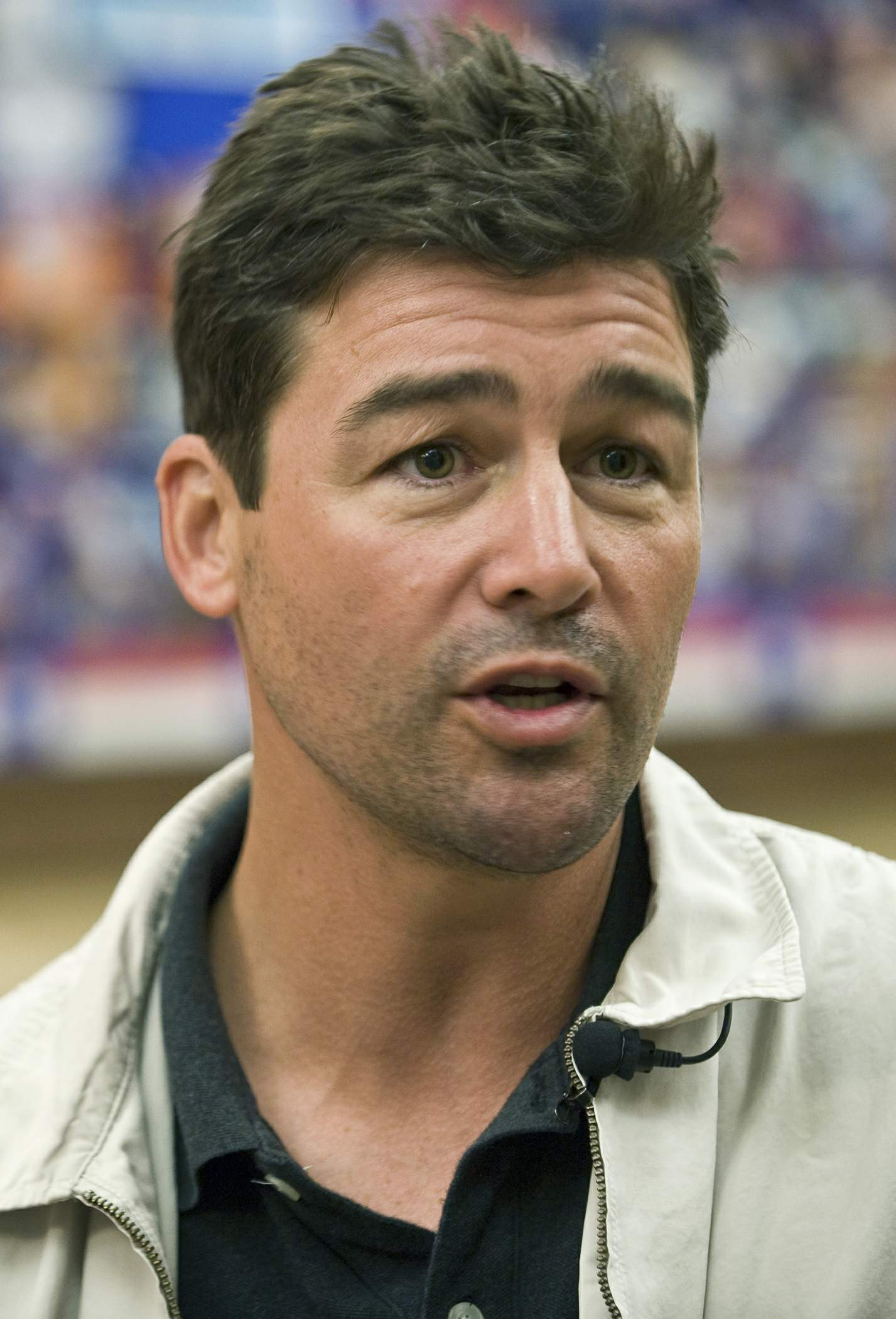
Kyle Chandler interpreta John Rayburn
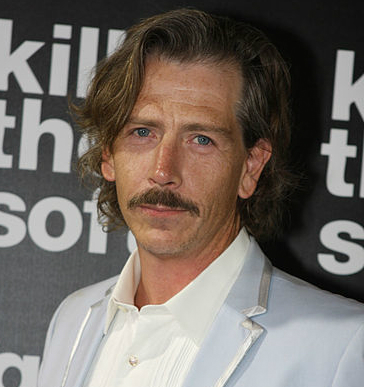
Ben Mendelsohn interpreta Danny Rayburn
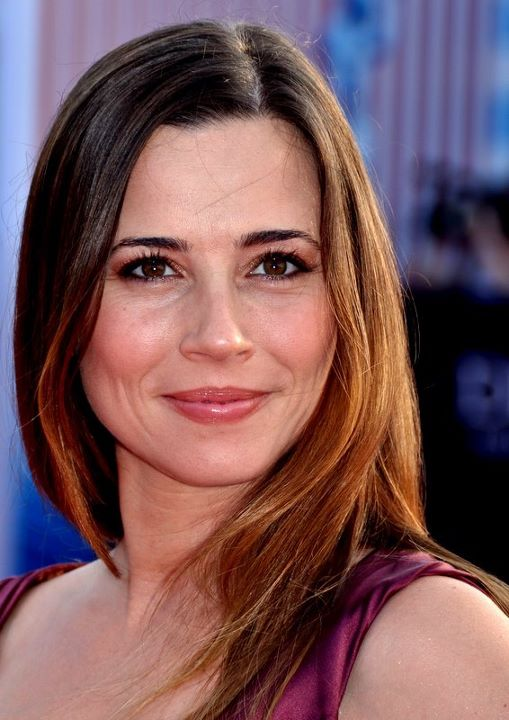
Linda Cardellini interpreta Meg Rayburn
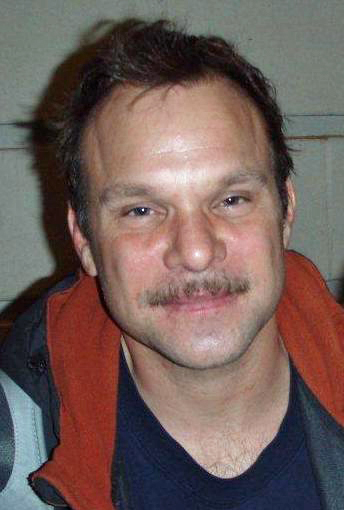
Norbert Leo Butz interpreta Kevin Rayburn
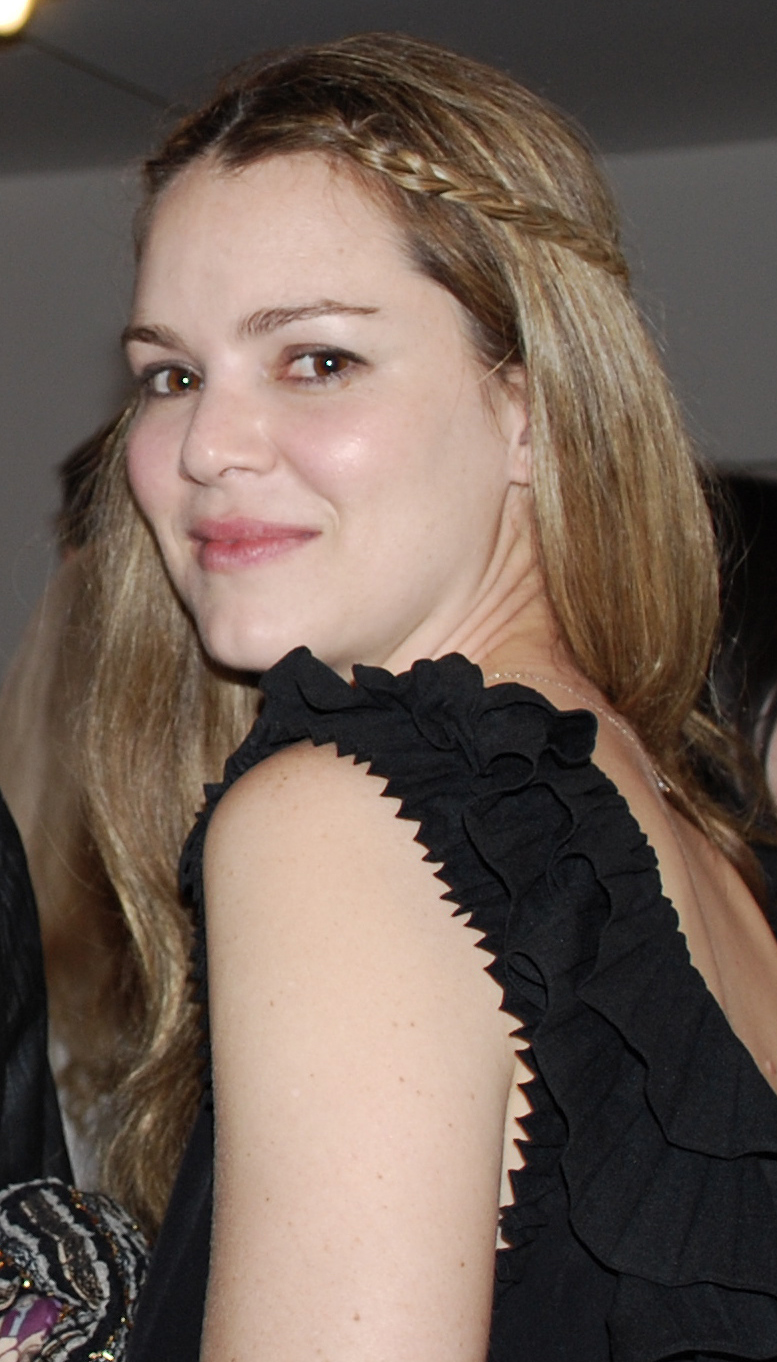
Jacinda Barrett interpreta Diana Rayburn
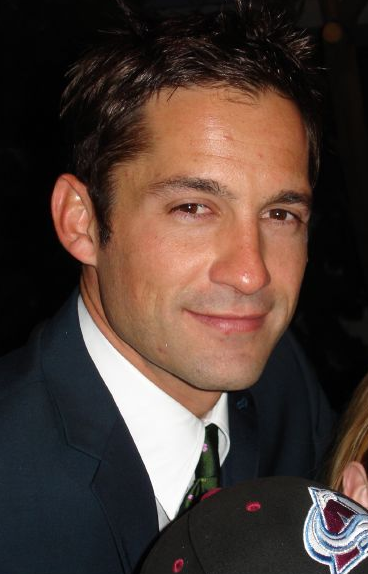
Enrique Murciano interpreta Marco Diaz
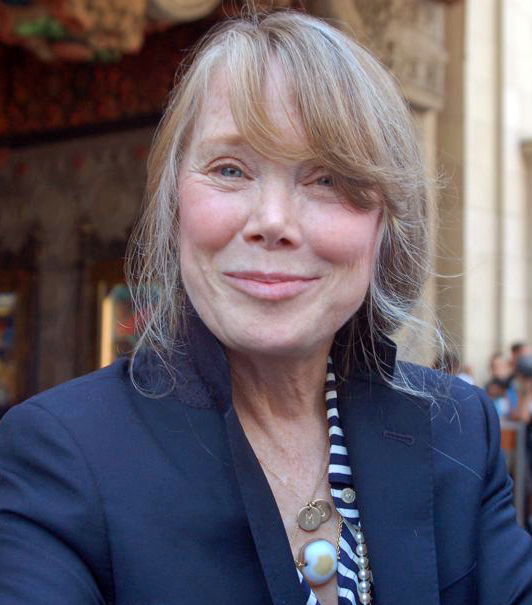
Sissy Spacek interpreta Sally Rayburn
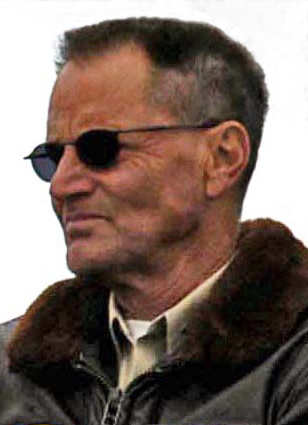
Sam Shepard interpreta Robert Rayburn
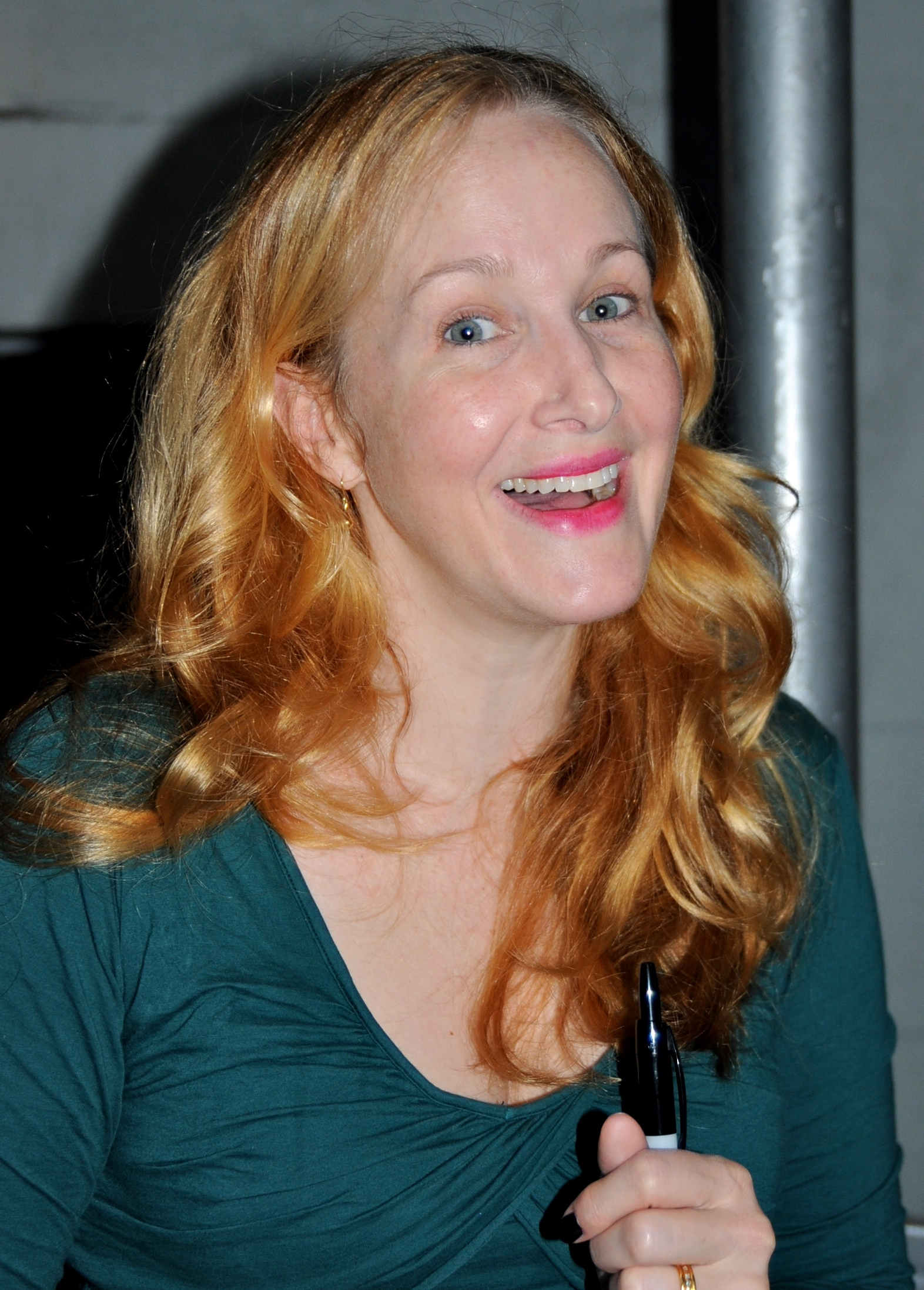
Katie Finneran interpreta Belle Rayburn
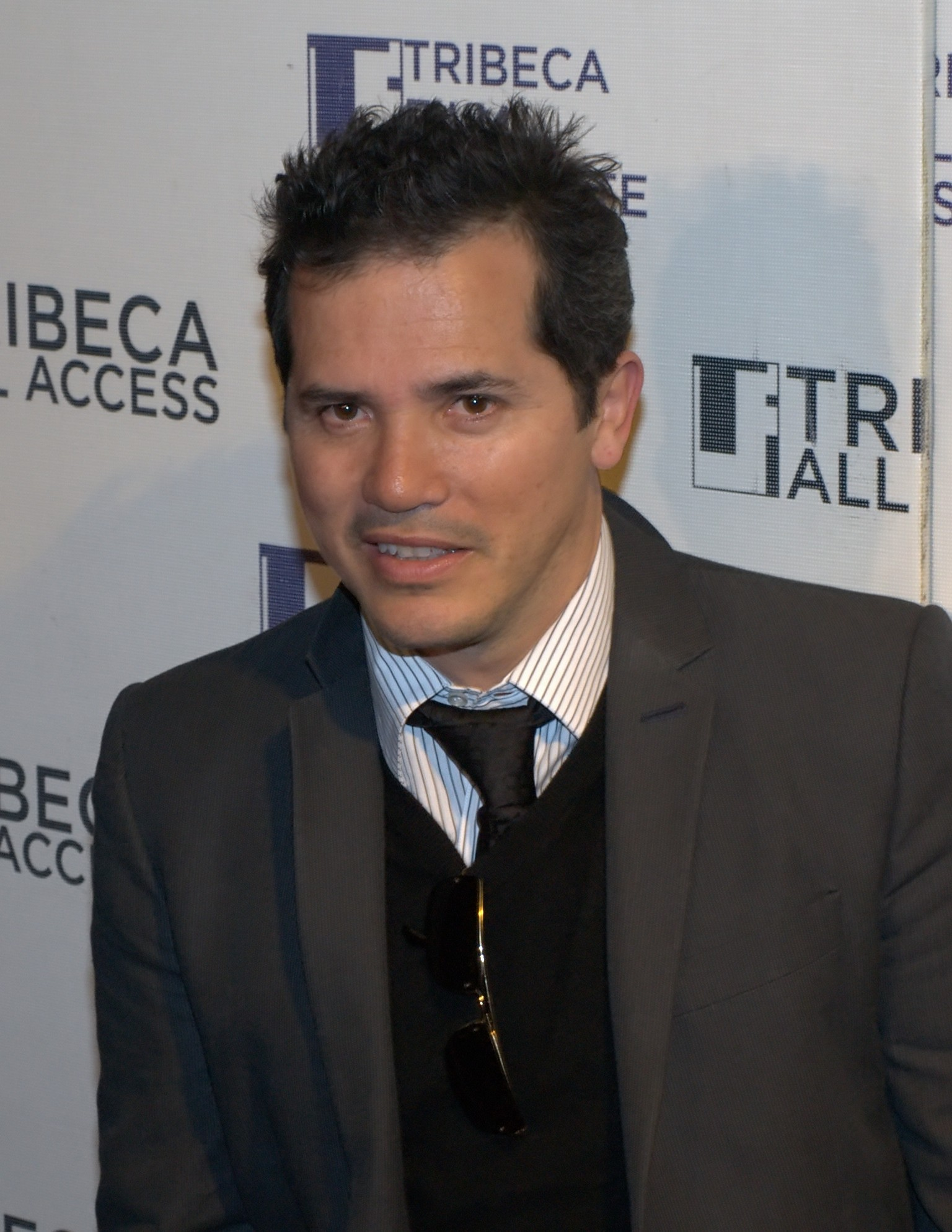
John Leguizamo interpreta Ozzy Delvecchio
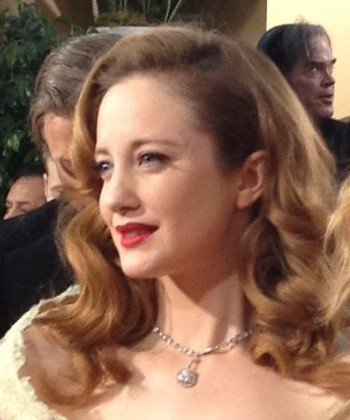
Andrea Riseborough interpreta Evangeline Radosevich
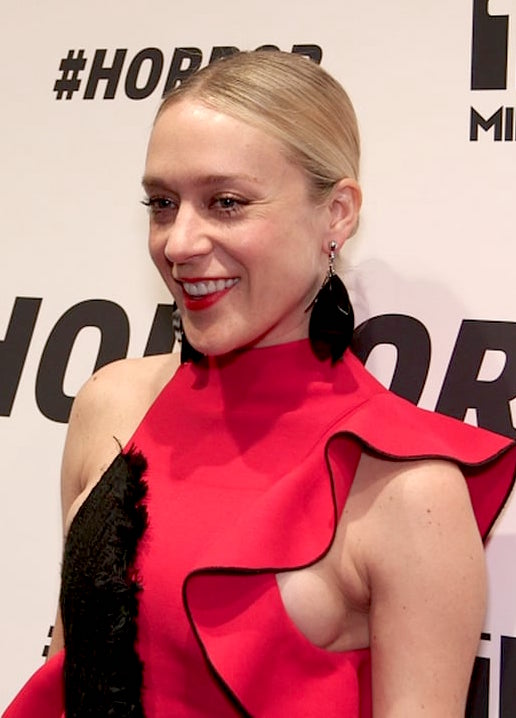
Chloë Sevigny interpreta Chelsea O'Bannon

### Personaggi secondari
- Alec Wolos (stagioni 1-2), interpretato da Steven Pasquale, doppiato da Alessandro Rigotti.
- Sarah Rayburn (stagione 1), interpretata da Mia Kirshner, doppiata da Carmen Iovine.
- Ben Rayburn (stagioni 1-3), interpretato da Brandon Larracuente, doppiato da Leonardo Caneva.
- Jane Rayburn (stagioni 1-3), interpretata da Taylor Rouviere.
- Wayne Lowry (stagioni 1-2), interpretato da Glenn Morshower, doppiato da Paolo Buglioni.
- Rafi Quintana (stagione 1), interpretato da Gino Vento, doppiato da Andrea Mete.
- Carlos Mejia (stagioni 1-2), interpretato da Eliezer Castro, doppiato da Alessandro Budroni.
- Clay Grunwald (stagioni 1-3), interpretato da Bill Kelly, doppiato da Enzo Avolio.
- Nicholas Widmark (stagione 1), interpretato da Jeremy Palko, doppiato da Gabriele Lopez.
- Lenny Potts (stagioni 1-3), interpretato da Frank Hoyt Taylor, doppiato da Stefano Mondini.
- Nolan Rayburn (stagioni 1-3) e Danny Rayburn da ragazzo (stagione 1-3), interpretati da Owen Teague, doppiati da Manuel Meli.
- Roy Gilbert (stagioni 2-3), interpretato da Beau Bridges, doppiato da Mario Cordova.
- Sceriffo Franco Aguirre (stagioni 2-3), interpretato da David Zayas, doppiato da Stefano Alessandroni.
- Luis (stagioni 2-3), interpretato da Yul Vazquez, doppiato da Alberto Bognanni.

## Distribuzione
Un teaser trailer è stato diffuso il 23 ottobre 2014, mentre il full trailer è stato distribuito il 10 febbraio 2015. La serie è stata presentata in anteprima nel febbraio 2015 nella sezione "Berlinale Special Galas" del 65º Festival di Berlino. In Italia è disponibile su Netflix dal 22 ottobre 2015.

## Riconoscimenti
- 2015 - Emmy Awards
  - Candidato - Miglior attore protagonista in una serie drammatica a Kyle Chandler
  - Candidato - Miglior attore non protagonista in una serie drammatica a Ben Mendelsohn
- 2015 - Critics' Choice Television Award
  - Candidato - Miglior attore non protagonista a Ben Mendelsohn
- 2016 - Golden Globe
  - Candidato - Miglior attore non protagonista in una serie, mini-serie o film per la televisione a Ben Mendelsohn
- 2016 - Emmy Awards
  - Miglior attore non protagonista in una serie drammatica a Ben Mendelsohn
  - Candidato - Miglior attore protagonista in una serie drammatica a Kyle Chandler